# International German Open 2012
International German Open 2012 — тенісний турнір, що проходив на ґрунтових кортах у місті Гамбург, Німеччина з 16 липня . Належав до категорії ATP World Tour 500, був турніром серії Hamburg European Open 2012 року.

## Фінальна частина

### Одиночний розряд
Хуан Монако —  Томмі Гаас 7–5, 6–4

### Парний розряд
Давід Марреро /  Фернандо Вердаско —  Руджеріо Дутра да Сілва /  Даніель Муньйос де ла Нава 6–4, 6–3